# 오거

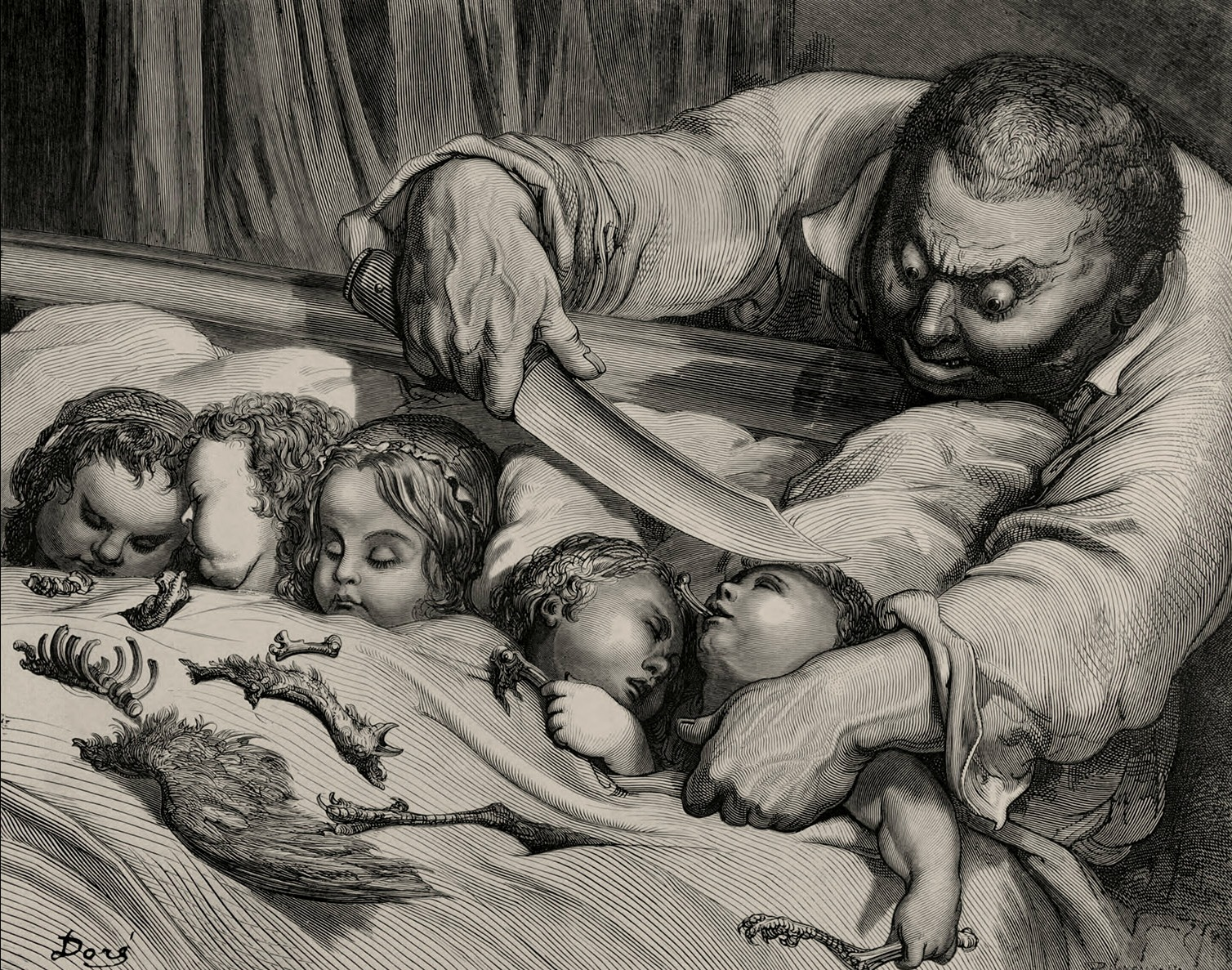
오거

오거(영어: ogre) 또는 오우거는 서양의 전설 혹은 신화에 등장하는 인간 형태를 한 괴물의 종류이다. 한국에서는 ‘도깨비’로 번역되는 경우도 있다. 여자는 ogress라고 한다.
북유럽 신화에서의 오거는 흉폭하고 잔인한 성격으로, 사람을 날로 잡아먹는다고 한다. 또 지성을 갖고 있지 못해 영리하지 못한 데다가 덩치에 맞지 않게 의외로 겁이 많기 때문에 그들을 속여 먹거나 퇴치하는 것은 그다지 어렵지 않다. 또, 그 모습을 동물이나 물건 등으로 자유롭게 변신할 수 있다고 전해진다. 주요 거처는 큰 궁전이나 성, 또는 지하이다. 고블린과 궁합이 비슷하다.
스칸디나비아반도의 나라들에서의 오거는 트롤과의 유사성이 많다. 그들은 산 속에 지어진 성의 주인이며, 막대한 보물을 갖고 있다고 여겨졌다.
회화 등에서는 보통 풍성한 머리카락과 수염을 늘어뜨린 커다란 머리와 부풀어오른 배, 강인한 육체를 지니고 있는 사람으로 그려진다. 아동 문학에서는 오거에게 유괴된 공주를 구출하는 용감한 기사 이야기가 많이 있다. 또, 판타지 게임이나 만화, 영화 등에서도 자주 등장한다.
원래는 명확한 명칭이 있지 않았었지만, 오거라는 명칭이 샤를 페로의 소설 《장화 신은 고양이》에서 처음으로 언급되었다.

## 같이 보기
- 키클롭스
- 다에바
- 분류:가공의 오거
- 골리앗
- 후와와
- 진 (신화)
- 구울
- 요툰
- 마핑과리
- 오니 (일본 요괴)
- 오크
- 라크샤사
- 트롤
- 웬디고